# Льюис, Леона
Лео́на Лу́из Лью́ис (англ. Leona Louise Lewis; род. 3 апреля 1985, Лондон, Великобритания) — британская певица, победительница третьего сезона телевизионного шоу The X Factor в 2006 году.

## Биография

### Ранние годы
Леона Льюис родилась в лондонском боро Излингтон в семье Орала Джозии Льюиса, афро-гайанца, и Марии Льюис валлийско-ирландско-итальянского происхождения.
Леона Льюис училась в Лондонской школе исполнительского искусства и технологий в Лондоне, где она научилась игре на гитаре и пианино и начала писать свои первые песни.

### Музыкальная карьера
Первый сингл Леоны Льюис «A Moment Like This», выпущенный в декабре 2006 года, установил мировой рекорд, когда он был загружен из Интернета 50 000 раз за первые 30 минут выпуска. Её второй сингл «Bleeding Love» стал наиболее продаваемым синглом 2007 года в Великобритании. Её первый альбом Spirit вышел в ноябре 2007 года и стал наиболее быстро продаваемым дебютным альбомом в истории как в Великобритании, так и в Ирландии. В первый же день с момента выхода «Spirit» разошёлся в количестве 130 тысяч экземпляров, превзойдя суммарный тираж остальных девяти альбомов в Топ-10 британского хит-парада.
Весной 2008 года Льюис также успешно дебютировала в США, где сингл «Bleeding Love» и альбом Spirit заняли первые строчки в чартах журнала Billboard. Такого успеха британские музыканты не достигали в США более десятилетия.
24 августа 2008 года Леона участвовала в церемонии закрытия Летних Олимпийских игр 2008. Вместе с Джимми Пейджем она исполнила песню «Whole Lotta Love» из альбома Led Zeppelin II 1969 года.

### Благотворительная деятельность
В феврале 2010 года Леона Льюис выставила несколько ставок на аукционе eBay, главная из которых — совместный обед с певицей. Деньги, полученные с аукциона, пошли на помощь пострадавшим от землетрясения на Гаити.

### Движение в защиту животных
Леона Льюис очень озабочена положением животных в современном мире: вымирание видов, жестокое обращение с животными, экологические последствия чрезмерного употребления мяса в развитых странах и т. д. Она активно участвует во многих благотворительных проектах защиты животных и проповедует отказываться от употребления мяса.
Каждый понедельник Леона Льюис соблюдает Meat Free Monday (Понедельник без мяса), акция питания стартованная Полом Маккартни, цель которой постепенно положительно влиять на климат за счёт одного дня в неделю, проведённого без мяса. Леона призывает поклонников в своём блоге также соблюдать этот день.
Осенью 2009 года на видеосъемке в студии Sony Music города Кенсингтон Леона Льюис торжественно заявила о поддержке Всеобщей декларации о животных (UDAW) выдвинутой Всемирным обществом защиты животных (англ. WSPA).
14 мая 2010 года Леона Льюис пожертвовала на благо организации WSPA по два билета на концерт в каждом городе, в котором она будет выступать в своём первом туре по Великобритании и Ирландии. Билеты были разыграны в конкурсе, для участия в котором необходимо пожертвовать не менее £2 в фонд WSPA.

### Личная жизнь
С 27 июля 2019 года Льюис замужем за профессиональным танцором Деннисом Яухом, с которым она встречалась 9 лет до их свадьбы. 22 июля 2022 родилась дочь Кармел Аллегра.

## Дискография

### Студийные альбомы
- Spirit (2007)
- Echo (2009)
- Glassheart (2012)
- Christmas, with Love (2013)
- I Am (2015)

## Награды и достижения

### 2007
- Ivor Novello Awards — Best Selling British Single («A Moment Like This»)
- Virgin Media Music Awards — Best Track («Bleeding Love»)
- Cosmopolitan Ultimate Woman of the Year — Newcomer of the Year
- The Record of the Year — The Record of the Year («Bleeding Love»)

### 2008
- MOBO Awards — Best Album («Spirit»)
- MOBO Awards — Best Video («Bleeding Love»)
- MTV Europe Music Awards — Best UK + Ireland Act
- MTV Asia Awards — Breakthrough Artist
- Urban Music Awards — Best Album 2008 («Spirit»)
- Urban Music Awards — Best R&B Act
- Virgin Media Music Awards — Best UK Act
- World Music Awards — Best Pop Female
- World Music Awards — Best New Artist
- Capital Awards — Favourite UK Female Artist
- Britain’s Best — Music Award
- NewNowNext Awards — The Kylie Award: Next International Crossover
- Glamour Woman Of The Year Awards — UK Solo Artist
- Nickelodeon UK Kids Choice Awards — Favourite Song («Bleeding Love»)
- UK Music Video Awards — People’s Choice Award («Bleeding Love»)
- Bambi Award — Shooting Star
- New Music Weekly Awards — Top 40 New Artist of the Year
- Billboard 2008 Year End Award — Best New Artist
- Vh1 Video of the Year — Best Video («Bleeding Love»)

### 2009
- Swiss Music Awards — Best International Newcomer
- Japan Gold Disc Awards — New Artist Of The Year
- HITO Pop Music Awards — Best Western Song («Bleeding Love»)

### 2010
- Final Fantasy XIII (PS3) OST. ending theme Leona Lewis — My hands